# Paracraga amianta
Paracraga amianta är en fjärilsart som beskrevs av Dyar 1909. Paracraga amianta ingår i släktet Paracraga och familjen Dalceridae. Inga underarter finns listade i Catalogue of Life.